# Athysanella hyperoche
Athysanella hyperoche är en insektsart som beskrevs av Hamilton 2002. Athysanella hyperoche ingår i släktet Athysanella och familjen dvärgstritar. Inga underarter finns listade i Catalogue of Life.